# Landtag del Baden-Württemberg
Il Landtag del Baden-Württemberg (Dieta statale del Baden-Württemberg) è l'assemblea legislativa monocamerale dello stato tedesco del Baden-Württemberg, composta da 138 membri. La sede del parlamento è la Haus des Landtags a Stoccarda.